# 無性交能力
無性交能力是指在一些國家的法律中假定特定年齡以下的人無能力性交，對於年輕疑犯是否「有能力性交」的問題，亦是討論焦點之一。在香港，就曾經有嫌犯因為未足14歲，被認為法律上沒有強姦的能力而逃過被控強姦，令網民義憤填胸。根據報導中時任香港保安局局長的李少光引述的統計數據，從2007年到2011年這五年間，香港有395名10至13歲犯案者涉性罪行被捕，兩名男童更涉強姦，但基於證據不足或因刑事法律有一項普通法推定，就是14歲以下男童無性交能力，故兩人只被控猥褻侵犯。